# تپه میدان شاه قلی
تپه میدان شاه قلی مربوط به عصر مفرغ - سده‌های میانه دوران‌های تاریخی پس از اسلام است و در شهرستان دالاهو، بخش مرکزی، دهستان بیونیج، ۱/۴ کیلومتری جنوب شرقی روستای شیخ حسن واقع شده و این اثر در تاریخ ۲۶ اسفند ۱۳۸۶ با شمارهٔ ثبت ۲۱۷۷۳ به‌عنوان یکی از آثار ملی ایران به ثبت رسیده است.